# 鮑氏新棘鮋
鮑氏新棘鮋，為輻鰭魚綱鮋形目鮋亞目鮋科的其中一種，為深海魚類，分布於印度洋Saint Paul及 Amsterdam群島海域，棲息深度50-510公尺，體長可達10.1公分，棲息在底層水域，生活習性不明。

## 扩展阅读
維基物種上的相關：鮑氏新棘鮋